# Andorra en los Juegos Olímpicos de Tokio 2020
Andorra estuvo representada en los Juegos Olímpicos de Tokio 2020 por un total de dos deportistas que compitieron en dos deportes. Responsable del equipo olímpico fue el Comité Olímpico Andorrano, así como las federaciones deportivas nacionales de cada deporte con participación.
La portadora de la bandera en la ceremonia de apertura fue la piragüista Mònica Dòria. El equipo olímpico andorrano no obtuvo ninguna medalla en estos Juegos.

## Deportistas clasificados
A continuación se listan los deportistas clasificados y seleccionados por el Comité Olímpico Andorrano, y sus respectivos deportes:

### Atletismo
- Pol Moya

### Piragüismo
- Mònica Dòria